# Parc national Villarrica
Le parc national Villarrica est un parc national situé dans la région d'Araucanie au Chili. Créé en 1940 par le décret suprême Nº N° 2.236  du ministère des terres et de la colonisation, le parc d'une superficie de 630 km2 se compose de montagnes, de volcans et de forêts denses. Le parc est administré par la Corporación Nacional Forestal (CONAF).
Il porte le nom du volcan éponyme qui fait partie du parc.